# Южный военный округ (КНР)
Южный военный округ или Южный театр боевого командования НОАК (кит. 中国人民解放军南部战区, англ. Southern Theater Command) — один из пяти военных округов Народно-освободительной армии Китая. Штаб округа базируется в Гуанчжоу (провинция Гуандун). В состав округа входят две группы армий, семь бригад сил береговой обороны, Южный флот, Гонконгский гарнизон, Макаоский гарнизон и другие воинские соединения. Командующим округом является генерал-полковник Ван Сюбинь, комиссаром — генерал Ван Цзяньу.

## География
В состав округа входит территория провинций Гуандун, Хайнань, Хунань, Гуйчжоу и Юньнань, а также Гуанси-Чжуанский автономный район, специальные административные регионы Гонконг и Макао, и прилегающая акватория Южно-Китайского моря.

## История
Южный военный округ создан 1 февраля 2016 года в результате масштабной военной реформы на основе расформированных Гуанчжоуского военного округа и Чэндуского военного округа.

## Структура
Южным округом управляет начальник Генерального штаба округа, которому подчиняются три заместителя, отвечающие за сухопутные силы, флот и авиацию. В подчинении Генштаба округа находится Командный центр совместных операций, который отвечает за боевые операции, боевую подготовку, разведку, снабжение и мобилизацию. 
Департамент политических работ отвечает за подбор кадров, воспитание и пропаганду среди военнослужащих идей Компартии. Дисциплинарный инспекторский комитет следит за партийной дисциплиной и моральным обликом военнослужащих. Каждая провинция, автономный район и специальный административный район имеют своё военное командование, которое подчиняется командующему военным округом.

## Сухопутные войска
Штаб сухопутный войск Южного округа расположен в Наньнине (Гуанси). Основу наземных сил составляют две группы армий — 74-я группа армий и 75-я группа армий.

### Группы армий
- 74-я группа армий (Хойчжоу)
  - 1-я общевойсковая бригада
  - 16-я общевойсковая бригада
  - 125-я амфибийная общевойсковая бригада
  - 132-я общевойсковая бригада
  - 154-я общевойсковая бригада
  - 163-я общевойсковая бригада
  - 74-я артиллерийская бригада
  - 74-я бригада противовоздушной обороны
  - 74-я бригада армейской авиации (Хуайхуа)
  - 74-я бригада специальных операций
  - 74-я бригада ядерной, биологической и химической защиты
  - 74-я бригада материально-технического обеспечения

- 75-я группа армий (Куньмин)
  - 31-я тяжёлая общевойсковая бригада (Дали)
  - 32-я горная общевойсковая бригада (Дали)
  - 37-я лёгкая общевойсковая бригада
  - 42-я лёгкая общевойсковая бригада
  - 122-я общевойсковая бригада
  - 123-я тяжёлая общевойсковая бригада
  - 121-я десантно-штурмовая бригада (Фошань)
  - 75-я артиллерийская бригада
  - 75-я бригада противовоздушной обороны
  - 75-я бригада специальных операций
  - 75-я бригада ядерной, биологической и химической защиты
  - 75-я бригада материально-технического обеспечения

### Другие подразделения

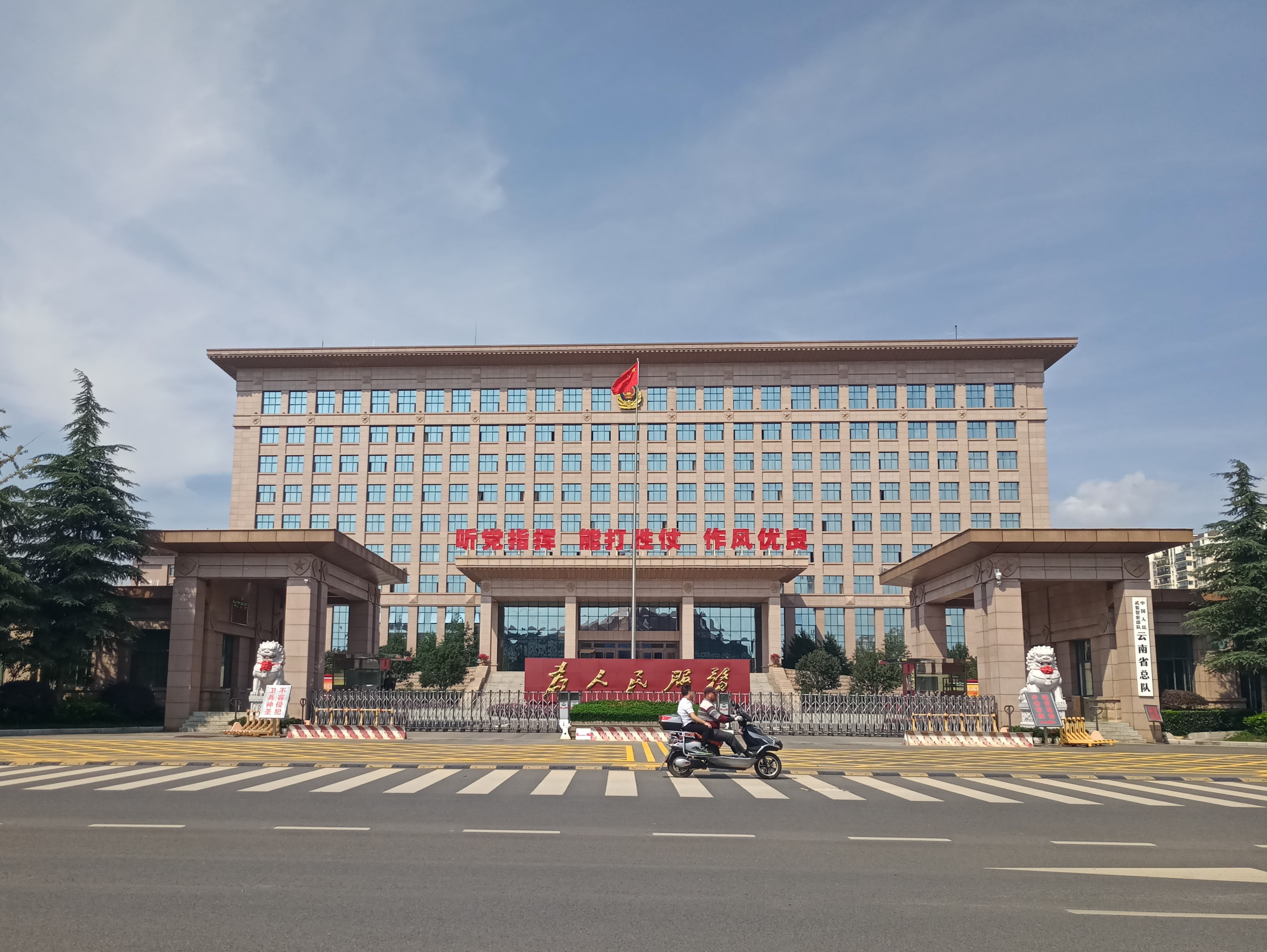
Управление военной полиции провинции Юньнань

- 311-я бригада сил береговой обороны (Чжухай)
- 312-я бригада сил береговой обороны (Даньчжоу)
- 313-я бригада сил береговой обороны (Чунцзо)
- 314-я бригада сил береговой обороны (Хунхэ)
- 315-я бригада сил береговой обороны (Сишуанбаньна)
- 316-я бригада сил береговой обороны (Линьцан)
- 317-я бригада сил береговой обороны (Дэхун)
- 2-я бригада дальнобойной реактивной артиллерии
- 2-я бригада рекогносцировочной разведки
- 2-я бригада информационной поддержки
- 2-я бригада радиоэлектронной борьбы

Также в состав сухопутных войск Южного округа входят Совместная тактическая учебная база в уезде Лучжай, Третья комплексная учебная база в Хуаду и Четвёртая комплексная учебная база.
Кроме того, на территории Южного округа расквартированы подразделения военной полиции. Важной функцией сил береговой обороны Китая является совместное с правоохранительными органами Лаоса, Мьянмы и Таиланда патрулирование реки Меконг.

## Военно-воздушные силы
Штаб ВВС Южного округа расположен в Гуанчжоу, основные авиабазы расположены в Наньнине, Сяншане, Лючжоу, Тяньяне, Куньмине, Луляне, Манши, Мынцзы, Сянъюне, Хуаси, Гуанчжоу, Фошане, Хойяне, Шаньтоу, Синнине, Суйси, Юньлоне, Чанша, Лэйяне и Шаодуне.
- 5-я авиационная бригада (Сяншань)
- 6-я авиационная бригада (Суйси)
- 26-я авиационная бригада (Хойян)
- 54-я авиационная бригада (Чанша)
- 124-я авиационная бригада (Тяньян)
- 125-я авиационная бригада (Наньнин)
- 126-я авиационная бригада (Лючжоу)
- 130-я авиационная бригада (Мынцзы)
- 131-я авиационная бригада (Лулян)
- 132-я авиационная бригада (Сянъюнь)
- 2-я истребительная дивизия (Чжаньцзян)
- 8-я бомбардировочная дивизия (Лэйян)
- 20-я авиационная дивизия (Хуаси)
- Дивизия военно-транспортной авиации (Гуанчжоу)
- 4-й авиационный полк (Фошань)
- 22-й авиационный полк (Шаодун)
- 25-й авиационный полк (Шаньтоу)

На вооружении ВВС округа стоят истребители Chengdu J-7, Chengdu J-10, Shenyang J-11, Су-27, Су-30 и Су-35, истребители-бомбардировщики Xian JH-7, бомбардировщики Xian H-6, военно-транспортные самолёты Xian Y-7, вертолёты Changhe Z-8, Harbin Z-9 и Ми-17, беспилотные аппараты Wing Loong II.

## Военно-морские силы

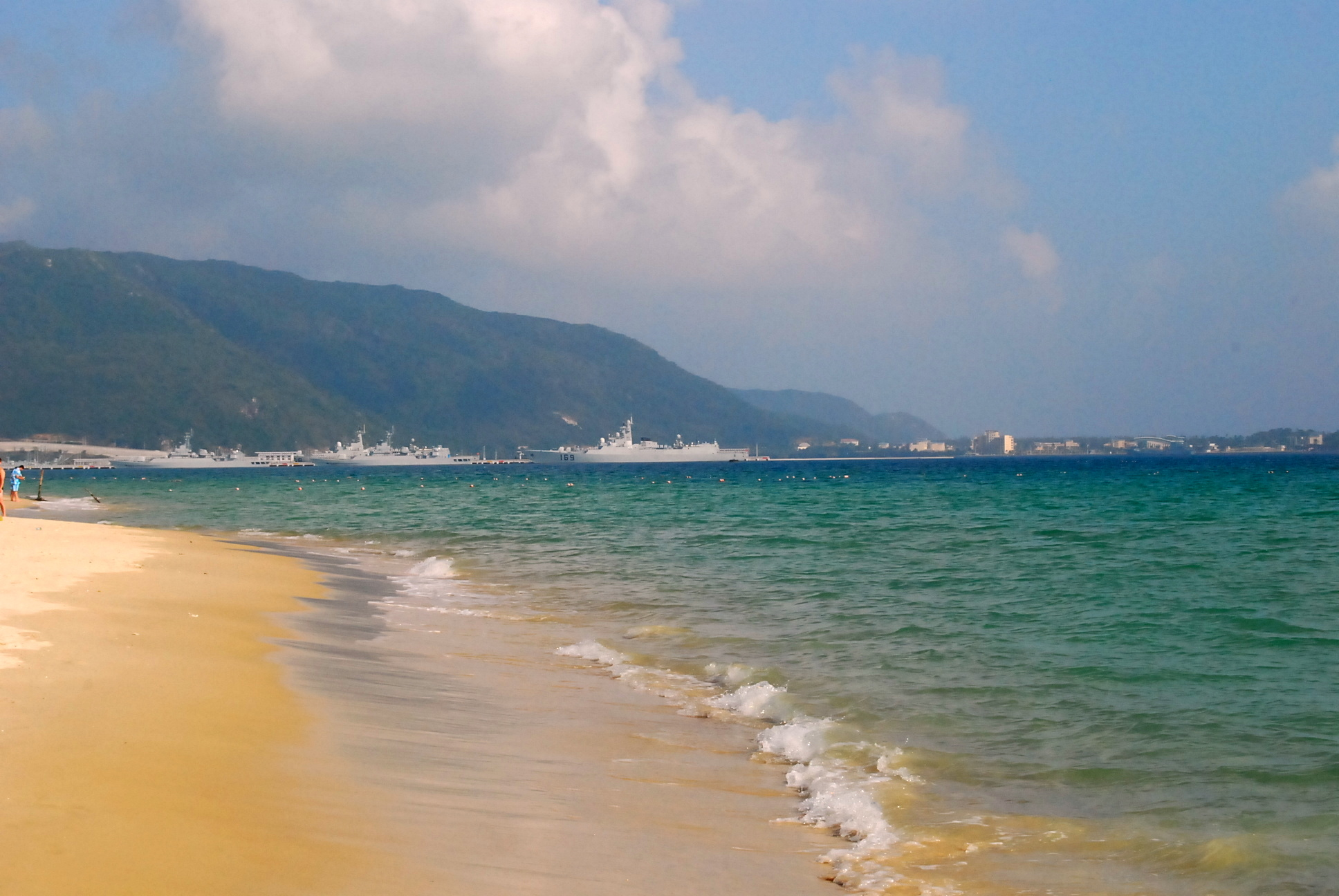
Военно-морская база Юйлинь

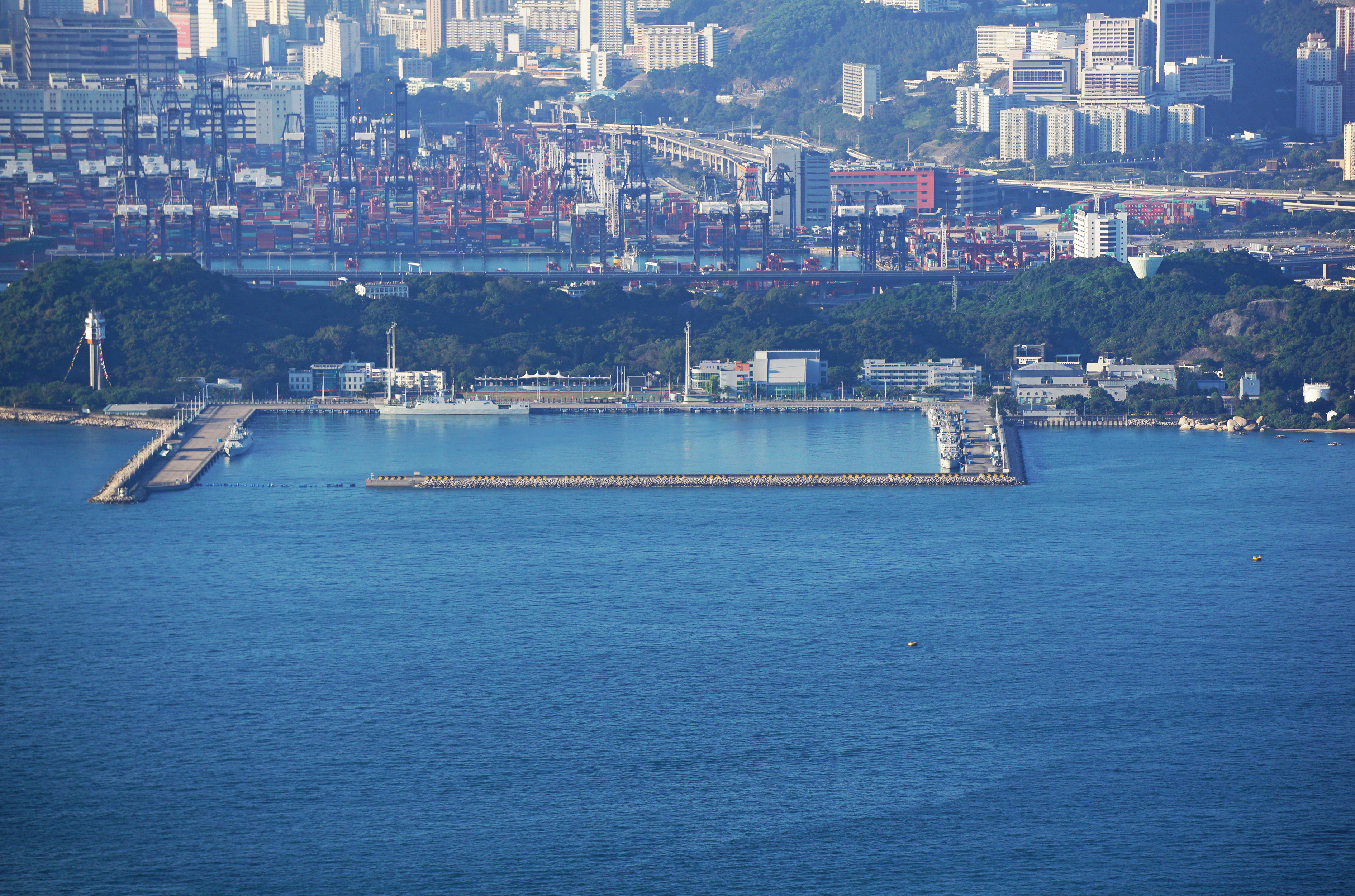
Военно-морская база в Гонконге

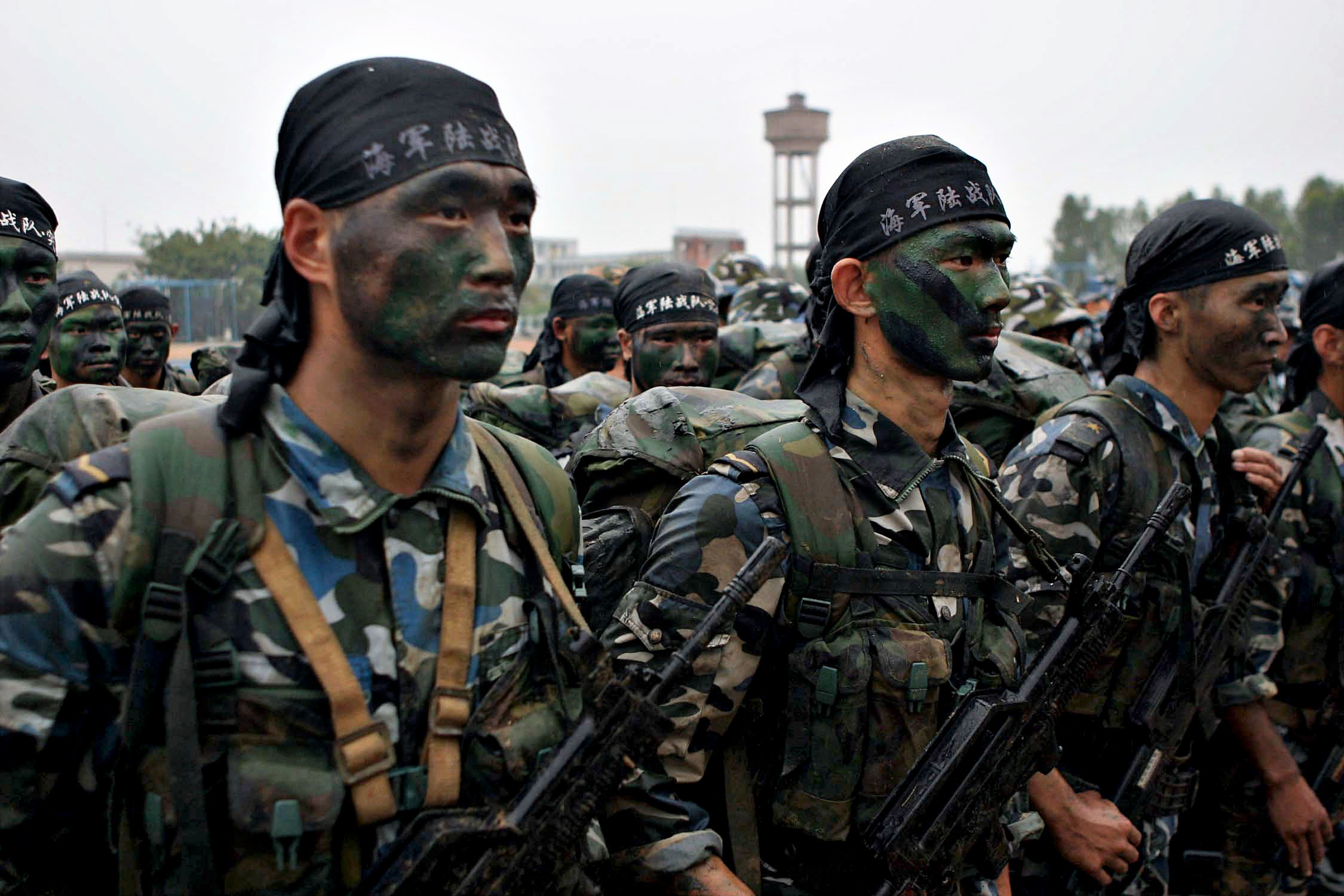
Морские пехотинцы на базе в Чжаньцзяне

Штаб ВМС Южного округа (Южного флота) расположен в Чжаньцзяне. Основные военно-морские базы расположены Чжаньцзяне, Цзияне (Юйлинь и Анью), Хайкоу, Тайшане (остров Сячуаньдао), Гуанчжоу, Дунгуане, Гонконге, Шаньтоу и Бэйхае.
- Флотилия атомных подводных лодок (Юйлинь)
- Флотилия дизельных подводных лодок (Анью)
- Флотилия дизельных подводных лодок (Сячуаньдао)
- 2-й отряд эсминцев
- 3-й отряд судов боевой поддержки
- 6-й отряд десантных кораблей
- 9-й отряд эсминцев
- 17-й отряд фрегатов
- 18-й отряд фрегатов
- 19-й отряд фрегатов
- 32-й отряд подводных лодок
- 52-й отряд подводных лодок
- Спасательный отряд
- 1-я бригада морской пехоты (Чжаньцзян)
- 2-я бригада морской пехоты (Чжаньцзян)
- 4-я бригада морской пехоты (Цзеян)

На вооружении ВМС стоят авианосец «Шаньдун», десантные корабли 071, 072A, 072II, 072III, 073, 074 и 075, эсминцы 051B, 052B, 052C, 052D и 055, фрегаты 053, 053H3 и 054A, корветы 056, подводные лодки 035, суда снабжения 903, 904 и 908, грузовые суда «Qiongsha», плавучие госпитали, десантные катера на воздушной подушке и плавающие боевые машины пехоты. 

### Авиация ВМС
Основные авиабазы военно-морских сил Южного округа расположены в Линшуе, Санье, Хайкоу, Сиша, Чжаньцзяне и Гуйпине. На вооружении авиации ВМС стоят истребители Shenyang J-11, беспилотные аппараты Chengdu Xianglong и вертолёты Harbin Z-9.

## Ракетные войска
- 61-я база (Хуаншань)
  - 615-я бригада (Мэйчжоу)

- 62-я база (Куньмин)
  - 622-я бригада (Юйси)
  - 623-я бригада (Лючжоу)
  - 624-я бригада (Даньчжоу)
  - 625-я бригада (Цзяньшуй)
  - 626-я бригада (Цинъюань)
  - 627-я бригада (Цзеян)

- 63-я база (Хуайхуа)
  - 632-я бригада (Шаоян)
  - 633-я бригада (Хуэйтун)
  - 634-я бригада (Тундао)
  - 636-я бригада (Шаогуань)

На вооружении ракетных войск Восточного округа стоят баллистические ракеты Дунфэн-5, Дунфэн-11, Дунфэн-16, Дунфэн-17, Дунфэн-21, Дунфэн-26 и Дунфэн-31, крылатые ракеты CJ-10.
В Хуайхуа расположена база хранения межконтинентальных баллистических ракет. Важную роль в китайской ракетной программе играет космодром Вэньчан на острове Хайнань.

## Силы стратегического обеспечения
- 32-я база Департамента сетевых систем (Гуанчжоу)[17]
- Радиоастрономическая станция ССО (Куньмин)
- Радиоастрономическая станция FAST (Пинтан)

## Гонконгский гарнизон

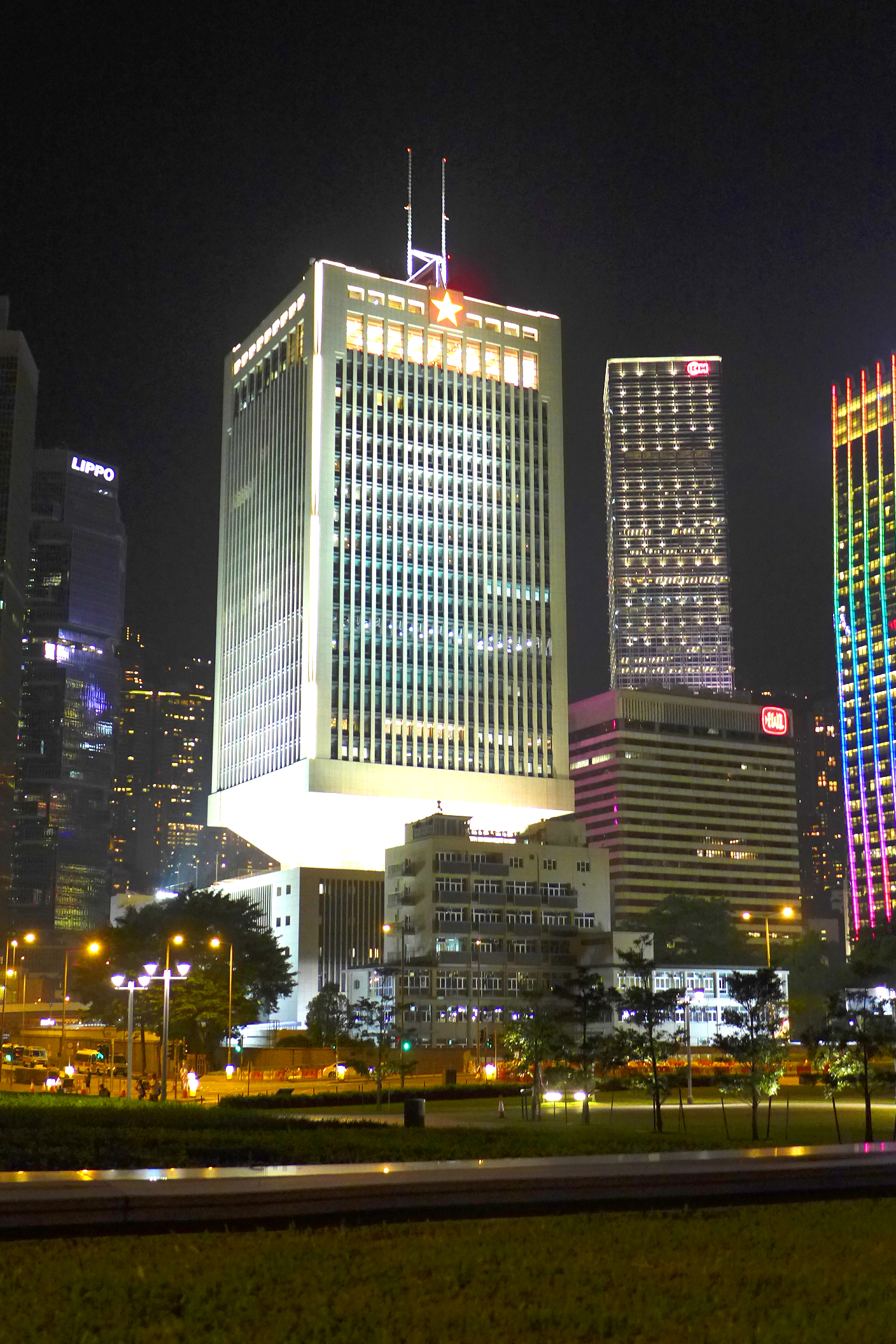
Штаб Гонконгского гарнизона

Гонконгский гарнизон Народно-освободительной армии Китая входит в состав Южного округа и отвечает за оборону Гонконга. 
- Пехотная бригада
- Батальон почётного караула
- Эскадра патрульных кораблей
- Вертолётная эскадрилья
- Истребительная эскадрилья

## Макаоский гарнизон
Макаоский гарнизон Народно-освободительной армии Китая входит в состав Южного округа и отвечает за оборону Макао.
- Пехотный батальон

## Материально-техническое обеспечение

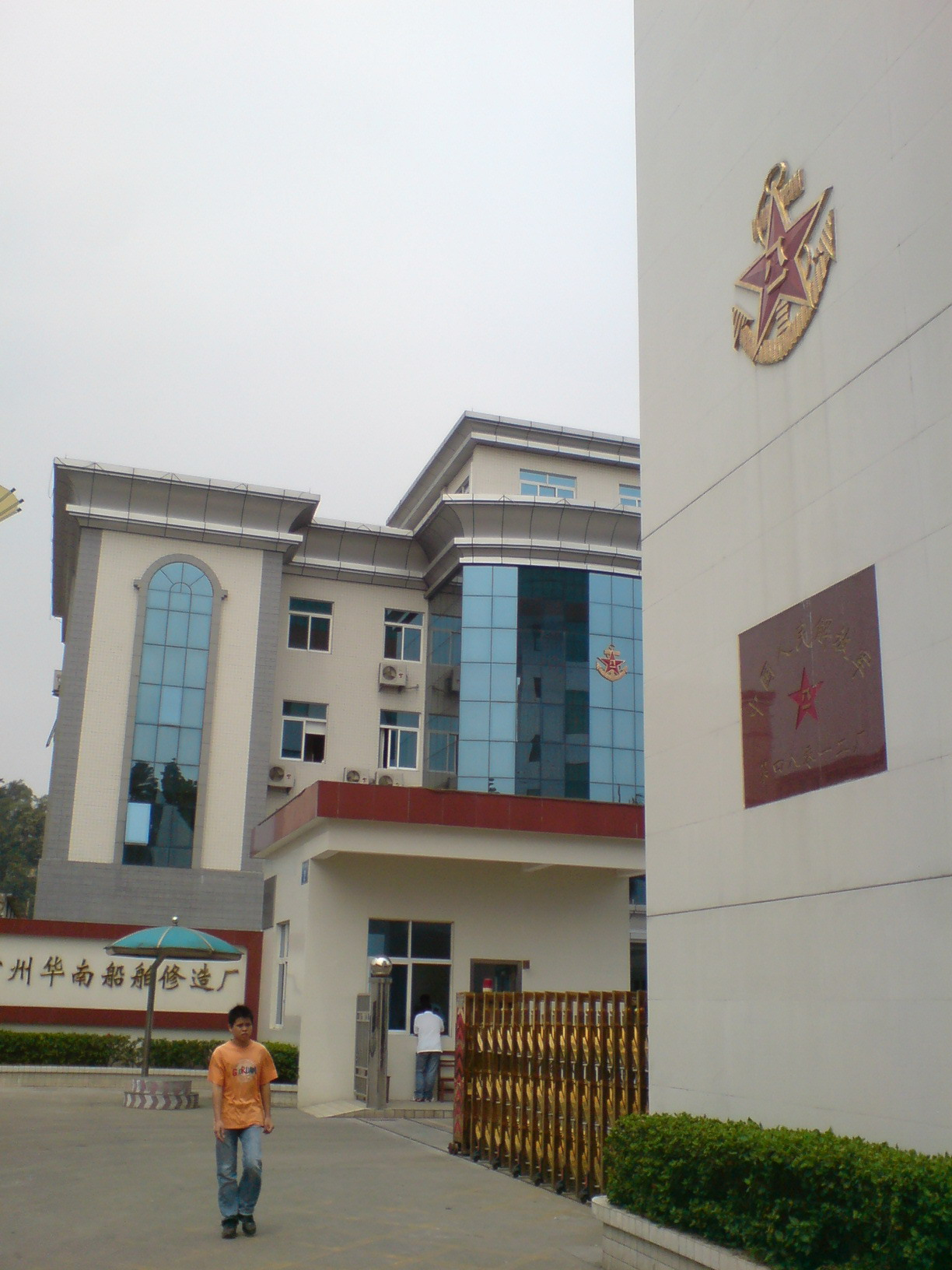
4801-й завод в Гуанчжоу

Штаб МТО Южного округа расположен в Гуйлине.
- 4801-й завод НОАК (Гуанчжоу)

## Учебные и научно-исследовательские учреждения

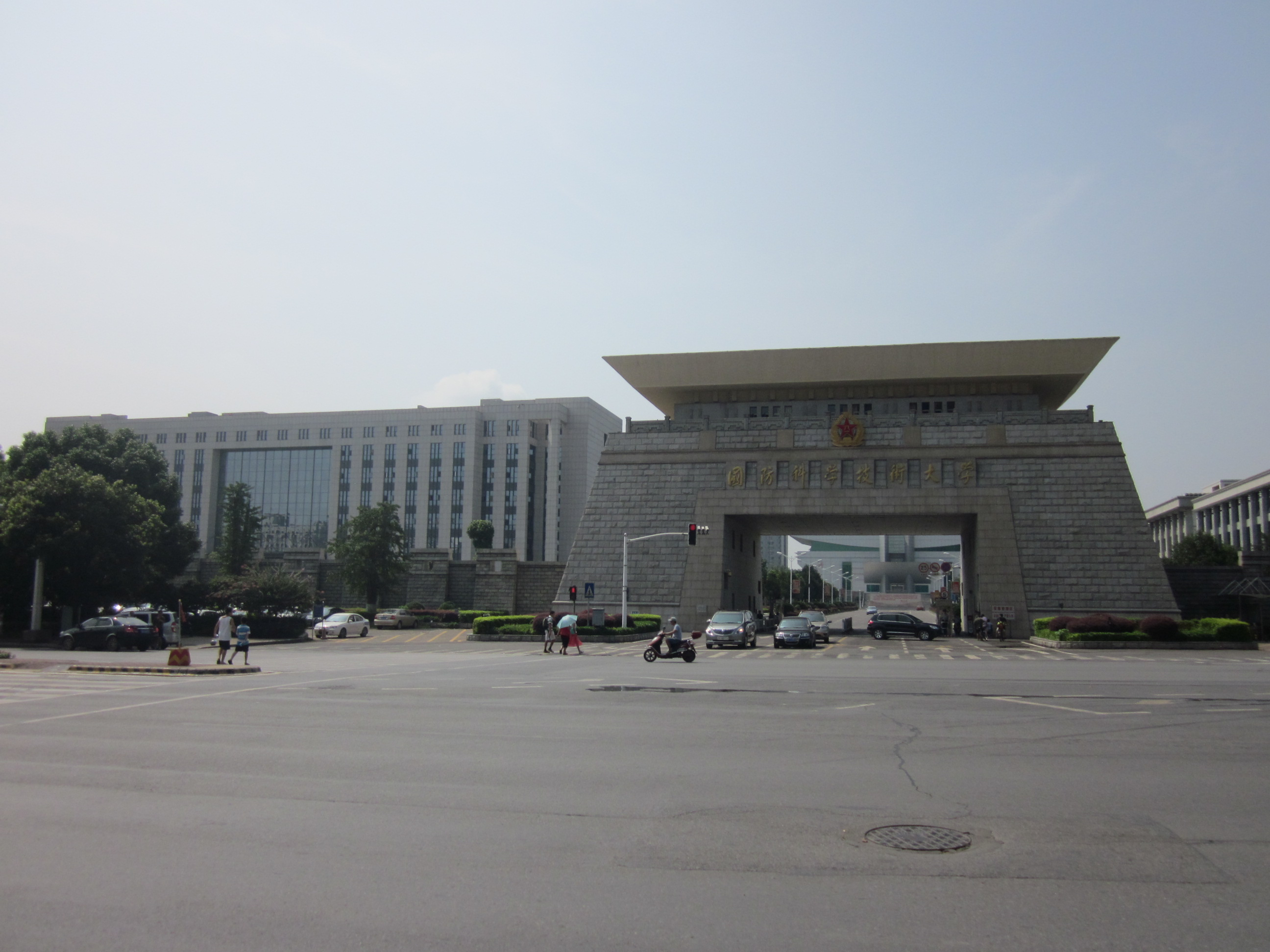
Национальный университет оборонных технологий

- Национальный университет оборонных технологий (Чанша)
- Первый военно-медицинский университет (Гуанчжоу)
- Академия блокчейна ССО (Шэньчжэнь)
- Военно-морское училище (Гуанчжоу)
- Училище сухопутных войск (Куньмин)
- Училище сухопутных войск (Гуйлинь)
- Куньминский центр управления космическими полётами[19]

## Медицинские учреждения
- Главный военный госпиталь Южного округа (Гуанчжоу)
- Главный военный госпиталь ВВС Южного округа (Гуанчжоу)
- Главный военный госпиталь Южного флота (Чжаньцзян)
- 468-й военный госпиталь 74-й группы армий (Гуанчжоу)
- Военный госпиталь Сил охраны Центрального военного совета (Куньмин)
- Военный госпиталь Сил охраны Центрального военного совета (Гуйян)

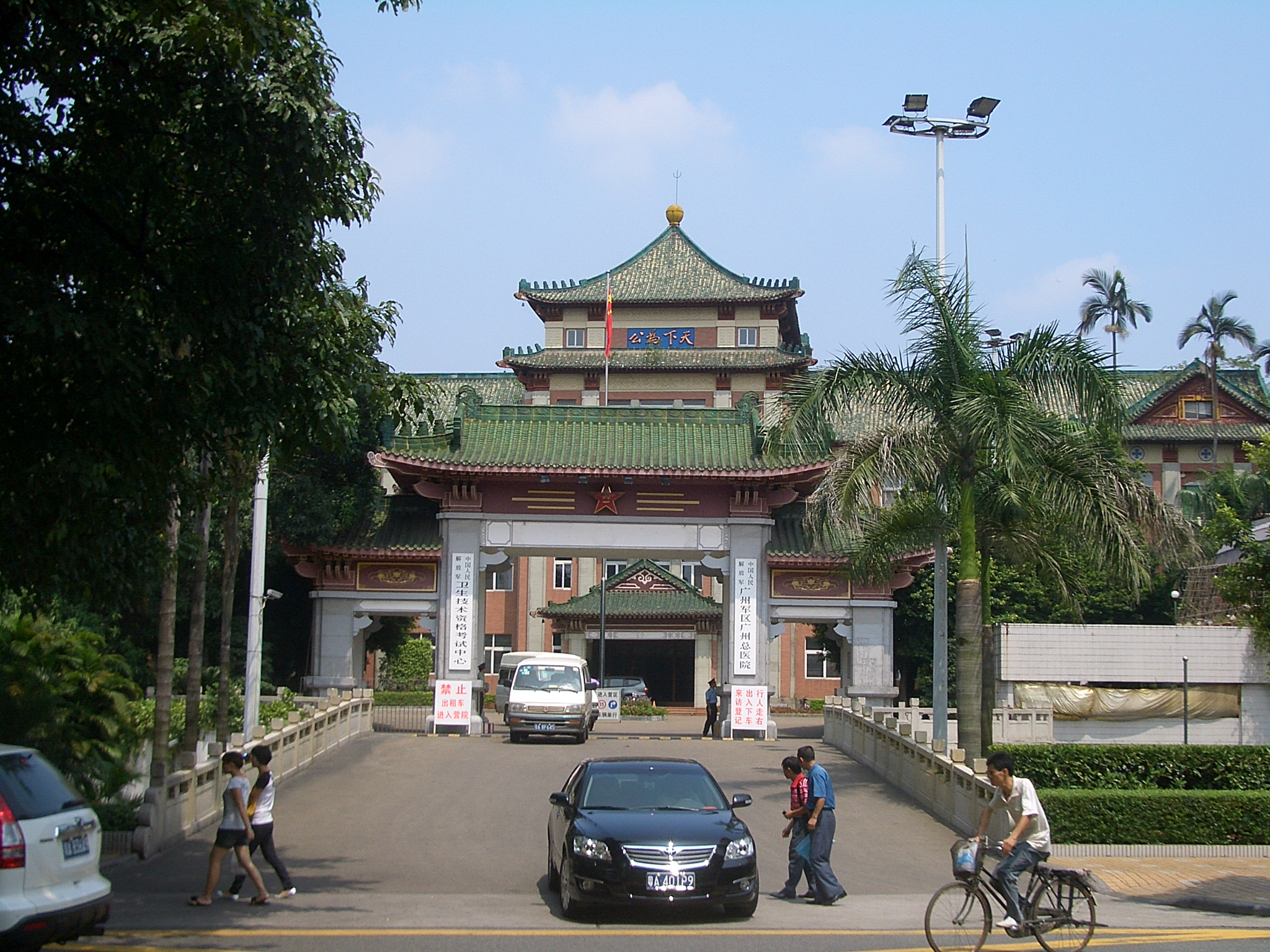
Главный военный госпиталь в Гуанчжоу
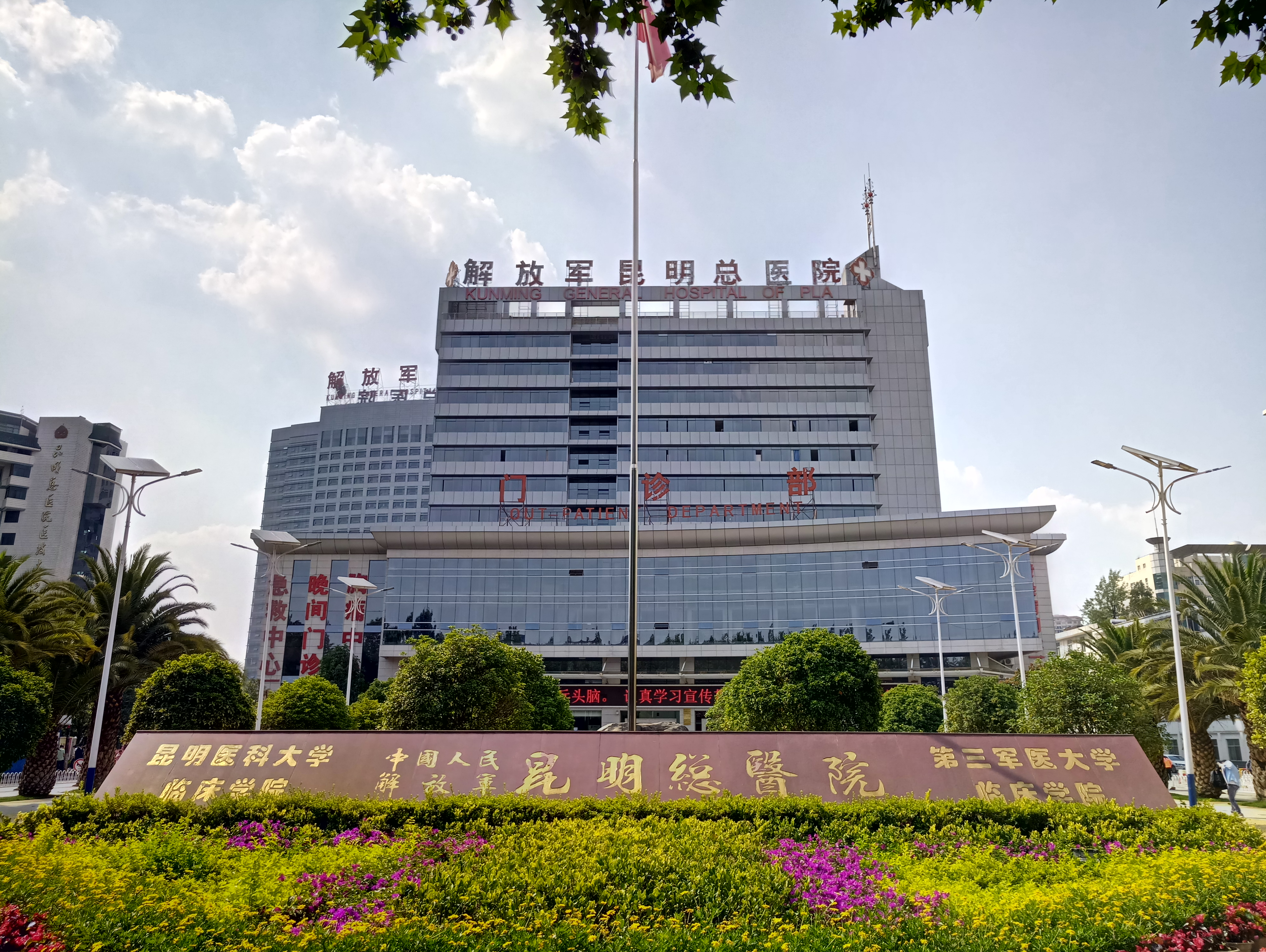
Военный госпиталь в Куньмине